# Kościół Najświętszego Serca Pana w Nowym Boguminie
Kościół Najświętszego Serca Pana w Nowym Boguminie (czes. Kostel Božského Srdce Páně) – zabytkowy rzymskokatolicki kościół w Boguminie, w dzielnicy Nowy Bogumin, w kraju morawsko-śląskim w Czechach (w historycznym regionie Śląska Cieszyńskiego). Jest kościołem parafialnym parafii Najświętszego Serca Pana w Nowym Boguminie.

## Historia
Pomysł wybudowania kościoła niedaleko dworca bogumińskiego zrodził się już w 1877 r. W 1891 r. odbyło się zebranie konstytuujące Katolickiego Stowarzyszenia ds. Budowy Kościoła, którego prezesem został naczelnik stacji kolejowej Karl Wacha. Teren pod budowę kościoła przekazał hrabia Heinrich Larisch-Mönnich. Kamień węgielny położono 12 września 1892. Budowę świątyni wsparli m.in. bp wrocławski Georg Kopp, właściciel rurowni Albert Hahn oraz Kolej Północna. Kościół zbudowano według projektu Josefa Bergera w stylu neogotyckim. z cegły, która prawdopodobnie pochodziła z cegielni hrabiego Carla von Lichnowski, właściciela Krzyżanowic. Budowę ukończono jesienią 1894, a krzyż stanowiący zwieńczenie kościelnej wieży poświęcono 27 września 1894. Poświęcenia całej świątyni dokonał bp Georg Kopp dopiero latem 1896. W tymże roku rozpoczęto odprawianie nabożeństw w języku niemieckim i polskim. Msze w języku czeskim odprawiane są od roku 1921.

## Opis

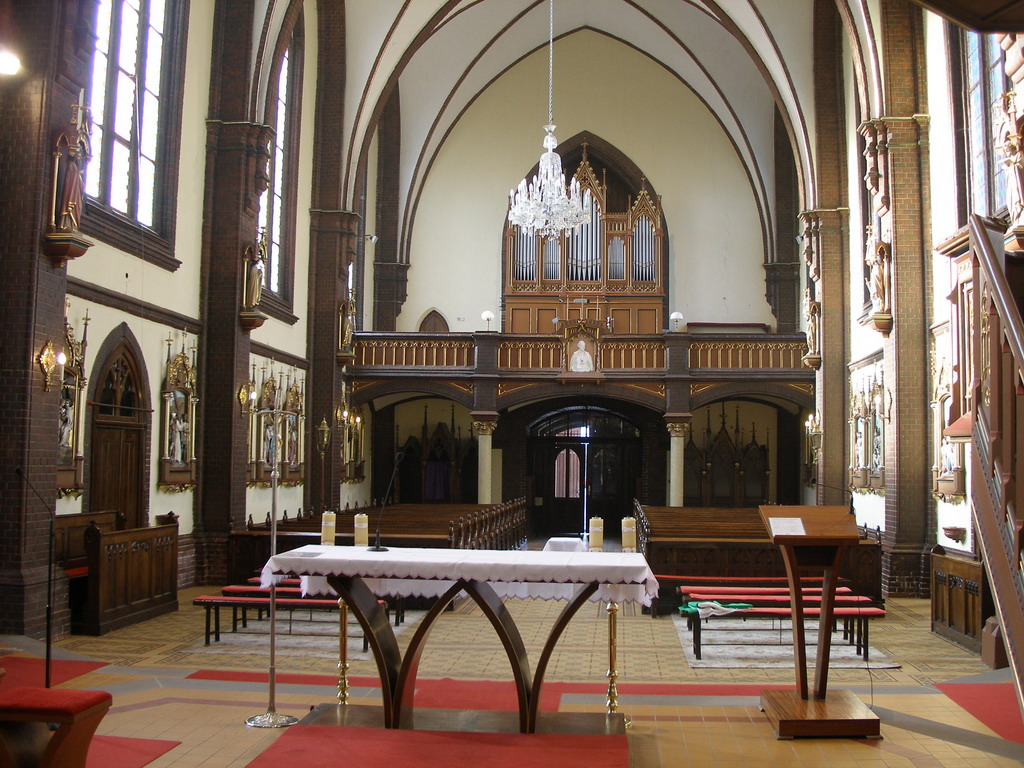
Wnętrze kościoła

W oknach prezbiterium znajdują się obrazy Matki Boskiej i św. Józefa. Podłoga w całym kościele ozdobiona jest ornamentami. Ołtarze zostały zakupione na wystawie w Innsbrucku w czasie budowy kościoła. Są drewniane, w stylu neogotyckim, ozdobione drewnianymi, kolorowymi rzeźbami. W ołtarzu głównym nad prezbiterium stoi pomnik Najświętszego Serca Pana Jezusa z dwoma aniołami. Po bokach znajdują się figury św. Jana Sarkandra i św. Jadwigi. Powyżej znajduje się posąg Boga Ojca z dwoma alegoriami po bokach - pasterzy i chłopów. Tabernakulum, mocno osadzone w głównym ołtarzu, jest opancerzone i pozłacane, z drzwiami ozdobionymi rzeźbą kłosów. Stół ofiarny jest wykonany z drewna, w stylu neogotyckim i wykonany w roku 1970. Jego autorem był František Běhálek, który wzorował się na katedrze Świętych Apostołów Piotra i Pawła w Brnie. Oryginalna ambona pochodzi z Innsbrucku, z warsztatów artystycznych Colli. Ma drewniany dach i ozdobiona jest płaskorzeźbami Zbawiciela i czterech ewangelistów. Chrzcielnica jest marmurowa z pokrywą miedzianą. Nad nią na ścianie jest relief chrztu Chrystusa Pana z czerwonego i białego marmuru z roku 1928.
Dzwony w kościele istniejące od czasów zbudowania kościoła, w czasie obu wojen światowych zostały skonfiskowane na cele wojskowe. Dzwony, które są używane do dzisiaj, zostały wykonane w 1957 roku. Cyna i miedź, a więc materiały służące do ich produkcji, pochodziła ze zbiórki wśród parafian którą zorganizował ówczesny proboszcz. Dzwony powstały w przedsiębiorstwie Kovolit Česká w Brnie według projektu Jaroslava Dobrodinského z Pelhřimova. Dzwony są cztery: Václav (170 kg, średnica 650 mm), Hedvika (310 kg, średnica 810 mm), Maria (430 kg, średnica 905 mm) i Josef (730 kg i średnica 1060 mm).